# زمان ویژه
زمان ویژه زمانی است که توسط ساعتی که نسبت به مشاهده‌گر ساکن است اندازه‌گیری می‌شود؛ وقتی مسیر مشاهده‌گر با یک رویداد تقاطع پیدا می‌کند، گویی تازه آن رویداد برای مشاهده‌گر روی می‌دهد.
مقدار زمان ویژه در مجموعه اعداد حقیقی قرار دارد.

اگر از این رابطه یک Δtبه توان دو را از زیر رادیکال خارج کنیم معادله متفاوت خواهد بود.
Δτ=Δt/γ
که همان معادله اتساع زمان خواهد بود.